# محمد سليمان الشبل
محمد سليمان محمد الشِّبْل (1929 - 18 أكتوبر 2019) (1348 - 19 صفر 1441) شاعر وتربوي سعودي. ولد في عنيزة ودرس فيها ثم تابع دروسه في المعهد السعودي في مكة ثم في كليّة الشريعة بها وبعد تخرّجه بشهادتها عيّن مدرّسًا. أولع بالأدب منذ صغره، فقرأ الكثير من كتب الأدب نثره وشعره، وكان اهتمامه منصبًّا على الأدب المهجري وبخاصة أدب جبران خليل، فنشأ شاعرًا رومانسيًّا يتقلّب بين الرمزية والواقعية من حين إلى آخر. له ديوانا شعر نداء السحر 1979 و أزهار وأشواك، 2009. توفي في مسقط رأسه ودفن بها.

## سيرته
ولد محمد بن سليمان بن محمد الشِّبْل في عنيزة عام 1349 هـ/ 1929 م ونشأ ودرس فيها. التحق بالمدرسة الابتدائية الحكومية، وتخرج منها عام 1363هـ/1944 م. ثم تابع دروسه في المعهد السعودي في مكة وتخرج منه عام 1369هـ/ 1949 م. ثم في كليّة الشريعة بها وتخرج منها عام 1373هـ/ 1953 م.

عين مدرساً في المدرسة الرحمانية الثانوية بمكة عام 1374 هـ/ 1954 م، وبعد سنتين عين مديراً للمدرسة نفسها حتى عام 1380 هـ / 1960 م. انتقل إلى المدرسة العزيزية الثانوية التي استمر بها حوالي ثلاثين عاماً وحتى أحيل للتقاعد عام 1409 هـ/ 1988 م. 

كان عضوًا في مؤسسة مكة للطباعة والنشر وهو من الأدباء والشعراء السعوديين البارزين. كرّمه منتدى ثلوثية بامحسون الثقافي في 23 مايو 2017 كشخصية المنتدى لعام 2016 -2017، وذلك في محفل كبير في العاصمة الرياض.

توفي محمد سليمان الشبل في 18 أكتوبر 2019/ 19 صفر 1441 وتمت الصلاة عليه في 19 أكتوبر في جامع البسام، ودفن بمقبرة الرحمة بعنيزة بمنطقة القصيم.

## شعره
ظهرت موهبه الشعرية في سن متقدمة، وراسل الصحف والمجلات الأدبية، وتابعت نشر شعره وكانت أول محاولة شعرية له عندما كان عمره خمس عشرة سن في سنة 1362هـ حيث نشرت في صحيفة الندوة بعنوان القمر والنخلة.

قال عنه مقدم ديوانه أزهار وأشواك إبراهيم منصور الشوشان «أحد الشعراء المجددين والوجدانيين، وقد بدأ رحلته الشعرية الأولى متأثرا بمدرسة المهجريين، وشعراء مدرسة الديوان، وكان من المتوقع أن يحذو حذو الشعراء الوجدانيين كالشابي وحمود حسن إسماعيل، وأبي شادي، ومحمد الفهد العيسى...لكن أين لشاعرنا القدرة في أن يظل في وجدانياته وتأملاته حينما يرى أمته تترنح تحت ضربات الأعداء والمتآمرين..!»

ذكره عبد الله ابن إدريس في شعراء نجد المعاصرون وقال عنه «أُغرِم منذ صغره بمطالعة الكتب الأدبية شعرًا ونثرًا، والقديم منها بصفة خاصة، ثم أخذ يتجه نحو الجديد المعاصر وعلى وجه التحديد صوت الأدب المهجري ومدرسة جبران منه بالذات».

التزم في شعره بقضايا العربية والإسلامية كقضية فلسطين والقضايا الوطنية وله أشعار في المناسبات الدينية كذكرى الهجرة النبوية، وذكرى المولد النبوي وحلول شهر رمضان.

## حياته الشخصية
لم يتزوج محمد الشبل حتى تقاعده في سن الستين. تقاعد وعاد لعنيزة فتزوج بها.

## مؤلفاته
- نداء السحر، 1979، ديوان شعري. يضم 40 قصيدة جاءت في 890 بيتاً.[12]
- أزهار وأشواك، 2009، ديوان شعري، يضم 31قصيدة جاءت في 881 بيتاً.